# Megapalla curvata
Megapalla curvata är en tvåvingeart som beskrevs av Lyneborg 2001. Megapalla curvata ingår i släktet Megapalla och familjen stilettflugor.
Artens utbredningsområde är Sri Lanka. Inga underarter finns listade i Catalogue of Life.